# گکوی کوتوله نواردار
گکوی کوتوله نواردار (نام علمی: Tropiocolotes persicus) گونه‌ای گکو بومی کوه‌های زاگرس ایران است. با داشتن اندازه کل بدنی برابر با ۷–۶ سانتی‌متر، این گونه از جمله کوچک‌ترین مارمولک‌های ایران به شمار می‌رود.
بیشترین پراکنش این گکوهای کوتوله مناطق کوهستانی غرب زاگرس در استان‌های خوزستان و بوشهر است. در مناطق کوهستانی در زیر سنگ‌ها پنهان می‌شود و از حشرات تغذیه می‌کند.
جکوی کوتوله نواردار دارای دو زیرگونه است:
- Microgecko helenae fasciatus
- Microgecko helenae helenae